# Psalm 65

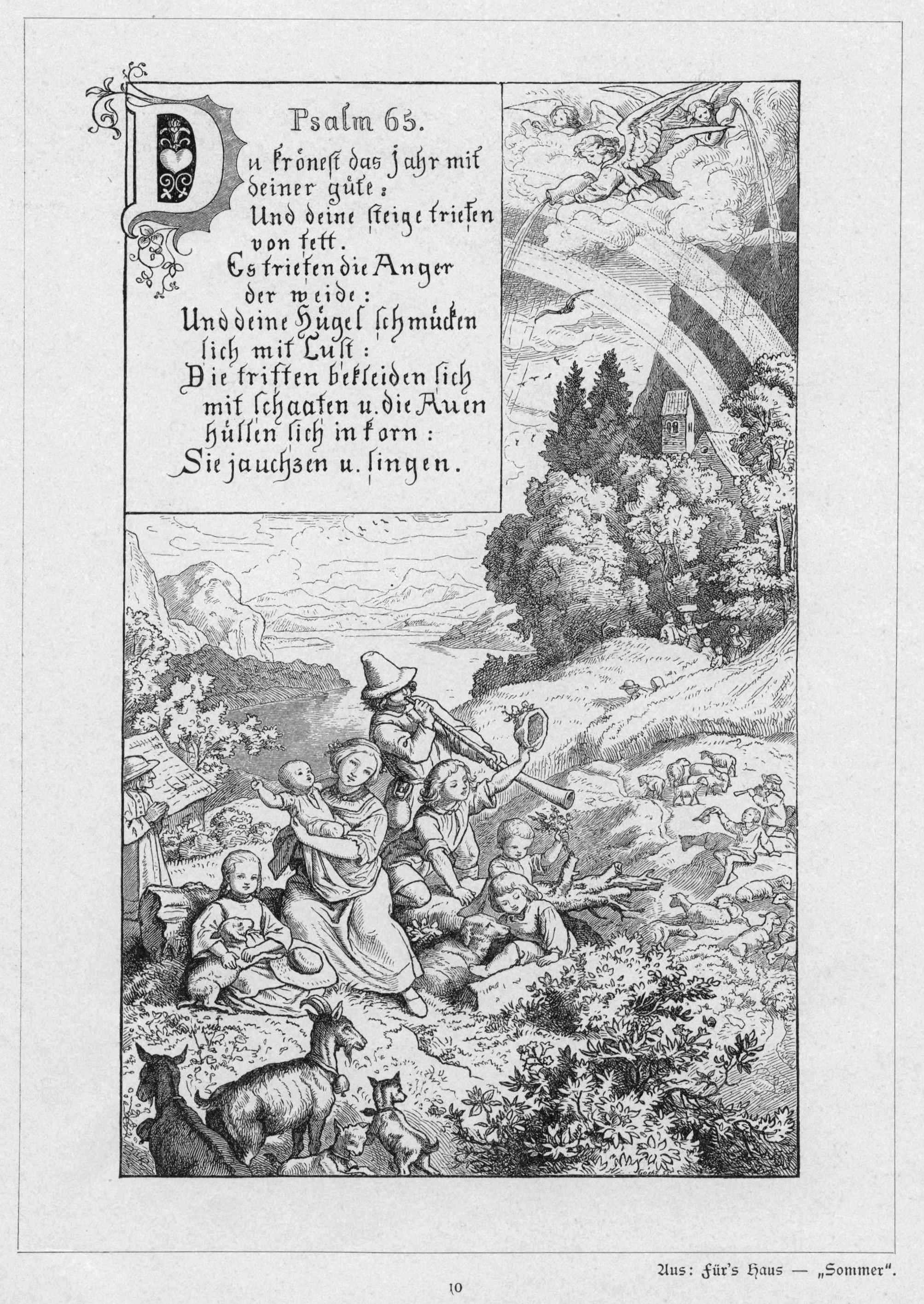
Illustration zu Psalm 65 von Ludwig Richter

Der 65. Psalm ist ein biblischer Psalm aus dem zweiten Buch des Psalters. Er gehört zu den Psalmen Davids. Nach der griechischen Zählung der Septuaginta, die auch von der lateinischen Vulgata verwendet wird, trägt der Psalm die Nummer 64.

## Inhalt
Der Psalmbeter preist die Taten Gottes. Der Psalm lässt sich in drei Abschnitte einteilen: Der erste Abschnitt (Vers 2–5) hat die Erhörung von Gebeten und die Sündenvergebung zum Thema, der zweite Abschnitt (Vers 6–9) lobt die Schöpfermacht Gottes und der dritte Abschnitt (Vers 10–14) behandelt die Fruchtbarkeit der Natur, welche das menschliche Leben ermöglicht. Der Psalm beschränkt die Hoffnung auf Gott nicht auf das Volk Gottes, sondern schließt alle Völker mit ein.

## Rezeption
Vers 2 fand Aufnahme und Entfaltung bei Johann Rist (1607–1667)  Man lobt dich in der Stille (EG 323), Vers 10 bei Johannes Mühlmann (1573–1613) O Lebensbrünnlein tief und groß (EG 399).